# Nick Fry
Nicholas Richard Fry (Epsom, Gran Londres, 29 de junio de 1956), conocido como Nick Fry, es un ejecutivo, empresario y dirigente deportivo británico. Fue el jefe ejecutivo del equipo de Fórmula 1 Mercedes AMG (antes Brawn GP). También trabajó en el mismo puesto cuando la estructura se denominaba Honda Racing F1 y British American Racing, tras sustituir en Prodrive al entonces presidente David Richards, después de que Honda aumentara su parte en el equipo a finales de 2004.
Su carrera en el automovilismo comenzó en la empresa Ford en 1977, como becario de la Universidad de Gales con una licenciatura en economía. Trabajando primero en ventas y luego en estudios de mercado, en 1978, fue destinado al desarrollo de productos como planificador de productos. Fry ayudó a desarrollar gran variedad de modelos durante los siguientes 12 años, incluyendo varios modelos de funcionamiento como la Escort Cosworth, el RS200 y otros.
Fry consiguió su primera victoria cuando Jenson Button vio la bandera a cuadros en el Gran Premio de Hungría de 2006.
Nick Fry comenzó en Prodrive como director administrativo en enero de 2001, con la supervisión de David Richards, donde fue responsable de la extensión de Prodrive en servicios externalizados de la ingeniería. Cuatro meses antes de su nombramiento, Prodrive tenía una cartera de pedidos llena hacia 2001 y los principales pasos habían sido dados para que la empresa creciera en el Reino Unido y más allá con la adquisición del Grupo Tickford. Esta expansión hizo a Fry director administrativo del grupo.
Tras dejar Mercedes en 2013, Nick Fry ha sido jefe de estrategia comercial de la organización profesional de deportes electrónicos Fnatic y presidente no ejecutivo de McLaren Applied, una empresa de ingeniería aplicada.